# Комсомольськ (Учалинський район)
Комсомо́льськ (рос. Комсомольск, башк. Комсомольск) — село (колишнє селище) у складі Учалинського району Башкортостану, Росія. Адміністративний центр Тунгатаровської сільської ради.
Населення — 433 особи (2010; 561 в 2002).
Національний склад:
- башкири — 94%